# The Little Orphan; or, All Roads Lead to Rome
The Little Orphan; or, All Roads Lead to Rome è un cortometraggio muto del 1909. Il nome del regista non viene riportato nei credit del film.

## Trama
George Perkins, un uomo di mezza età, sposa Lucy, una bella giovane che, però ha un carattere duro e difficile. La nuova signora Perkins, infatti, tratta subito con crudezza la nipotina del marito, la piccola Olive che, da principio, l'ha invece accolta con affetto, felice di avere una nuova zia. Olive si consola guardando i bei libri della biblioteca e resta affascinata dalle illustrazioni che mostrano le bellezze di Roma. Leggendo che "tutte le strade portano a Roma", la ragazzina prende quelle parole alla lettera e decide di andare in quella bella città. Conosce Arthur Wire, un giovane pittore che da qualche tempo è sprofondato nel dolore per la perdita della moglie e della figlia. Il bisogno di affetto di Olive trova conforto nell'amore paterno che le dimostra Wire: il pittore chiede di poterla adottare e Perkins acconsente. I due partono insieme per Roma a godere le bellezze della città eterna.

## Produzione
Il film fu prodotto dalla Vitagraph Company of America.

## Distribuzione
Distribuito dalla Vitagraph Company of America, il film - un cortometraggio di 230 metri - uscì nelle sale cinematografiche statunitensi il 27 luglio 1909.
Nelle proiezioni, veniva programmato con il sistema dello split reel, accorpato in un'unica bobina con un altro cortometraggio prodotto dalla Vitagraph, il documentario Midwinter Sports.